# Singe
Cet article concerne les aspects culturels et historiques liés aux singes. Pour les informations zoologiques, voir Simiiformes.
Pour les articles homonymes, voir singe (homonymie).

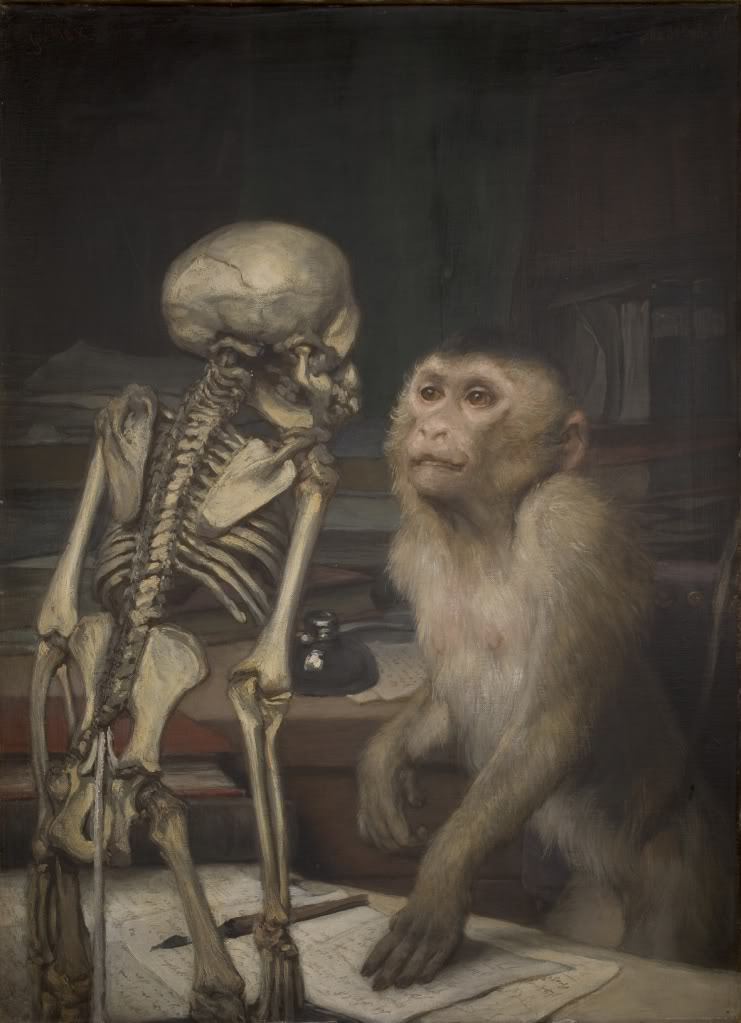
Singe devant un squelette, huile sur toile du peintre autrichien Gabriel von Max (1840-1915).

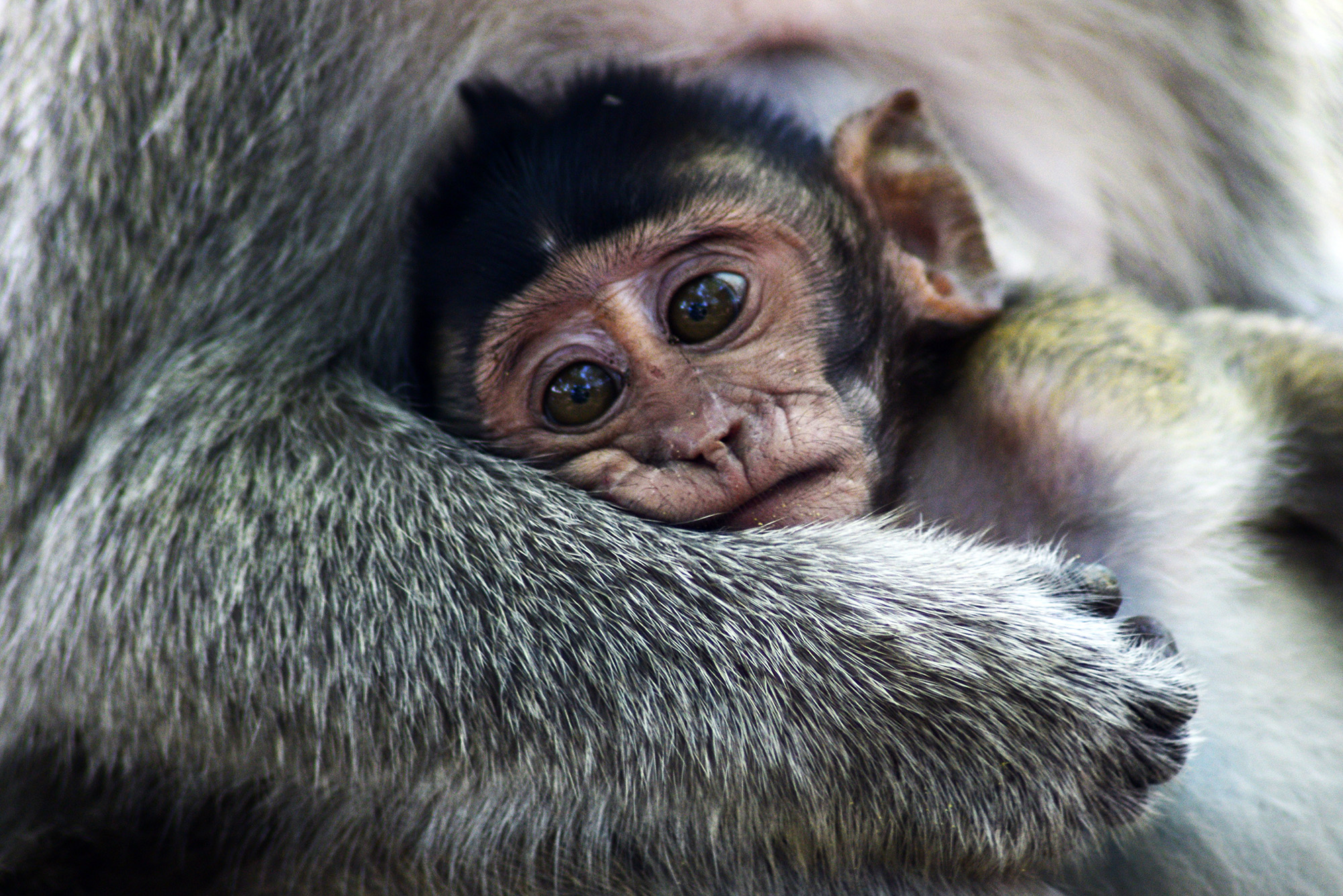
Un petit singe confortablement installé dans les bras de sa mère. Au Java oriental en Indonésie. Février 2019.

Les singes sont des mammifères de l'ordre des primates, généralement arboricoles, à la face souvent glabre et caractérisés par un encéphale développé et de longs membres terminés par des doigts. Bien que leur ressemblance avec l'être humain (Homo sapiens) ait toujours frappé les esprits, la science a mis de nombreux siècles à prouver le lien étroit qui existe entre ceux-ci et l'espèce humaine.
Au sein des primates, les singes forment un infra-ordre monophylétique, si l'on y inclut le genre Homo, nommé Simiiformes et qui se divise entre les Platyrhiniens (singes du Nouveau Monde : Amérique centrale et méridionale) et les Catarhiniens (singes de l'Ancien Monde : Afrique et Asie tropicales). Ces derniers comprennent les hominoïdes, également appelés « grands singes », dont fait partie Homo sapiens et ses ancêtres les plus proches.
Même s'il ne fait plus de doute aujourd'hui que « l'Homme est un singe comme les autres », l'expression est majoritairement utilisée pour parler des animaux sauvages, et évoque un référentiel culturel, littéraire et artistique qui exclut l'espèce humaine.

## Dénominations

### Étymologie
Le terme viendrait du latin impérial simius, plutôt que du latin classique simia.
Les adjectifs se rapportant au singe sont simien et simiesque.

### Noms vernaculaires

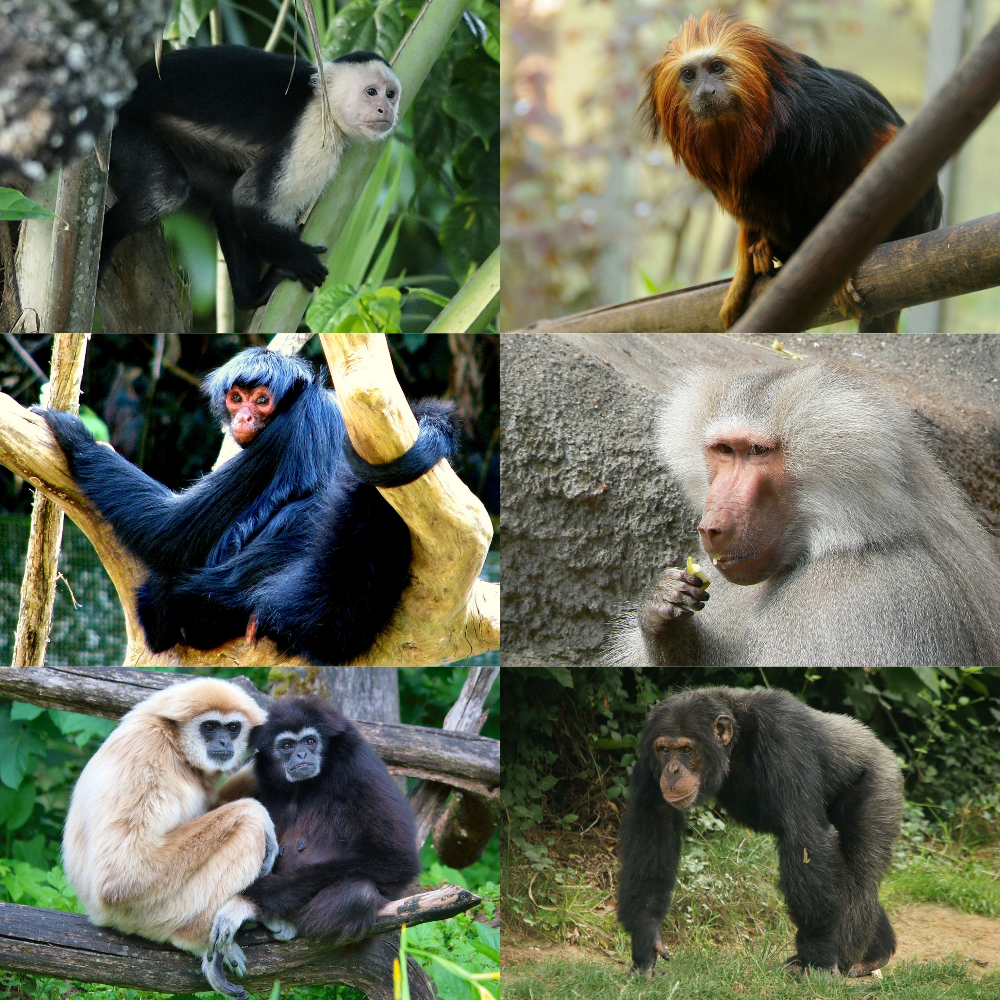
Différentes espèces de singes : un sapajou capucin, un tamarin-lion à tête dorée, un singe-araignée commun, un babouin, deux gibbons à mains blanches et un chimpanzé.

Les « singes du Nouveau Monde » et les « singes de l'Ancien Monde » sont regroupés par la classification phylogénétique dans l'infra-ordre des Simiiformes.
Le terme de « grand singe » désigne toutes les espèces faisant partie des hominoïdes, c'est-à-dire les espèces actuelles de gibbons, orangs-outans, gorilles, chimpanzés (communs et bonobos) et hommes, ainsi que les espèces apparentées ou intermédiaires aujourd'hui éteintes.
En français, les différentes sortes de singes sont désignées par des noms plus ou moins précis comme babouin, chimpanzé, gibbon, gorille, macaque, orang-outan, ouistiti, etc.
Contrairement aux oiseaux, il n'existe pas, en français, d'organisme reconnu qui propose des noms uniques pour les espèces de singe. De ce fait, de nombreux singes, particulièrement en Amérique du Sud, possèdent plusieurs noms communs, au sens « nom de vulgarisation scientifique » en français. Les noms peuvent être calqués sur les noms scientifiques comme les Lagotriche ou sur les noms vernaculaires locaux comme Sapajou.
En outre, du fait de la ressemblance morphologique entre espèces, beaucoup de noms vernaculaires désignent de fait plusieurs espèces, la progression des connaissances ayant permis ultérieurement de faire la différence entre elles. De plus, l'usage des noms vernaculaires a varié au cours du temps. Ainsi le terme chimpanzé, quand il a été adopté en français, désignait indistinctement deux espèces, qui, après qu'elles furent différenciées, ont été nommées dans un premier temps « chimpanzé commun » et « chimpanzé nain », puis « chimpanzé commun » et « bonobo ».

## Historique, découverte et classification

### Descriptions antiques
La première description « scientifique » des singes qui nous soit parvenue date du IVe siècle av. J.-C. et revient au philosophe grec Aristote. Dans son Histoire des animaux, il décrit le « singe » (ou « pithèque », probablement le magot), le « cèbe » (le cercopithèque) et le « cynocéphale » (le babouin), qui « ont une nature intermédiaire entre celle de l'homme et celle des quadrupèdes ». Il ajoute que le cèbe « est un singe qui a une queue » et que les cynocéphales leur ressemblent par leur forme, « sauf qu'ils sont plus grands, plus forts et que leur face ressemble plutôt à un museau de chien »,.
Pour le naturaliste romain du Ier siècle Pline l'Ancien, les singes sont les animaux qui, « par leur conformation, ressemblent le plus à l'homme ». Dans L’Histoire naturelle, il cite aussi les callitriches qui ne vivent que « sous le ciel d’Éthiopie », les cynocéphales et les satyres. Ces derniers sont assimilés à des singes qui vivent « dans les montagnes indiennes situées au levant équinoxial », dans un pays « dit des Catharcludes ». Ils « courent tant à quatre pattes que sur leurs deux pieds » et « ont la face humaine ».
Un siècle plus tard, le médecin grec Galien contourne l'interdiction par le droit romain de disséquer des cadavres humains en pratiquant la vivisection de différents animaux, dont des singes magots. Il constate en effet que « de tous les animaux le singe ressemble le plus à l'homme pour les viscères, les muselés, les artères, les nerfs et la forme des os ».

### Bestiaires médiévaux

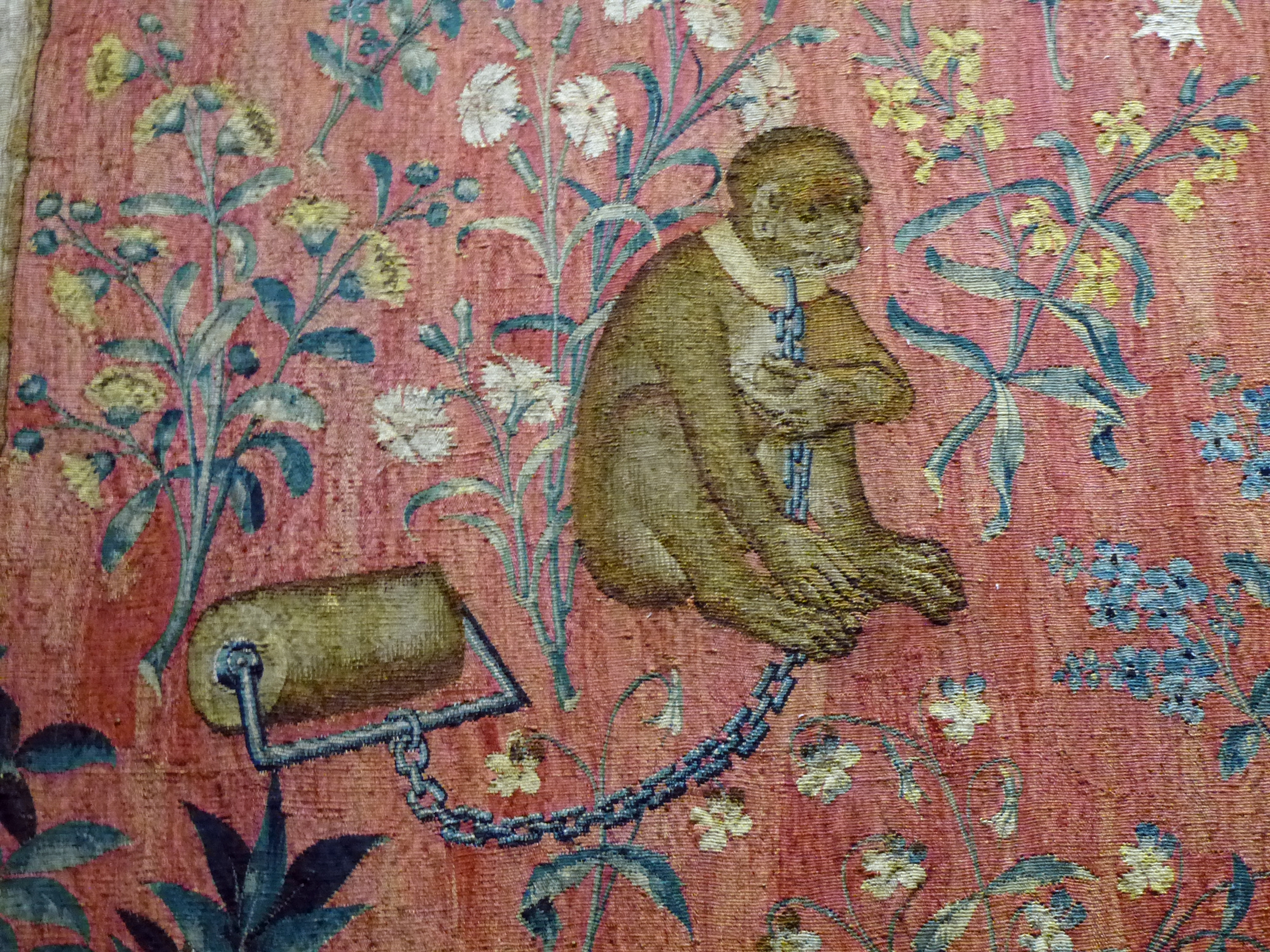
Détail de la tapisserie La Dame à la licorne, fin du XV.

Au Moyen Âge, les singes acquièrent un statut d'animal de compagnie fort prisé des puissants. Macaques et cercopithèques sont importés très tôt en Europe où ils égaient les cours des princes et des évêques, parfois vêtus de riches habits. Le motif du singe est souvent repris dans les enluminures, les fresques et les sculptures, et symbolise la folie et la vanité de l'Homme. Leur représentation iconographique figure invariablement un collier et une chaîne, laquelle est parfois reliée à un billot de bois pour limiter les mouvements de l'animal dans la pièce.
Isidore de Séville, dans son Etymologiae (paru en 625), déconseille aux femmes enceintes de regarder le visage d'animaux laids, comme le singe ou le cynocéphale. Il prétend qu'elles risquent alors d'accoucher d'un enfant aussi laid que ces créatures. Michel Pastoureau, dans son Bestiaires du Moyen Âge (2011), utilise cette croyance comme exemple dans son chapitre sur les singes. Il évoque alors que cet animal était longtemps considéré par les chrétiens comme une sorte de copie démoniaque de l'être humain.
Au XIIIes, Brunetto Latini affirme dans son encyclopédie Li livres dou Tresor (de) que la femelle du singe abandonne un de ses petits en cas de danger.

### Récits de voyageurs
Les descriptions antiques et médiévales étaient plus imaginatives que précises et se basaient sur les observations de singes présents surtout sur les pourtours du bassin méditerranéen et rapportées par les voyageurs.
Dès le XIVe siècle, le marchand vénitien Marco Polo rapporte qu'il y a dans le royaume d'Atjeh (sur l'île de Java) des hommes « qui ont une queue qui a bien une paume de long et n'est pas poilue ».

### Première nomenclature des singes

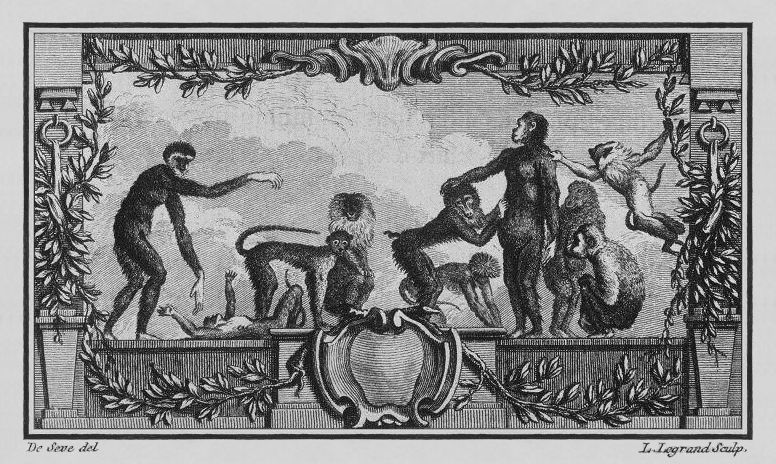
Singes de l'Ancien Monde

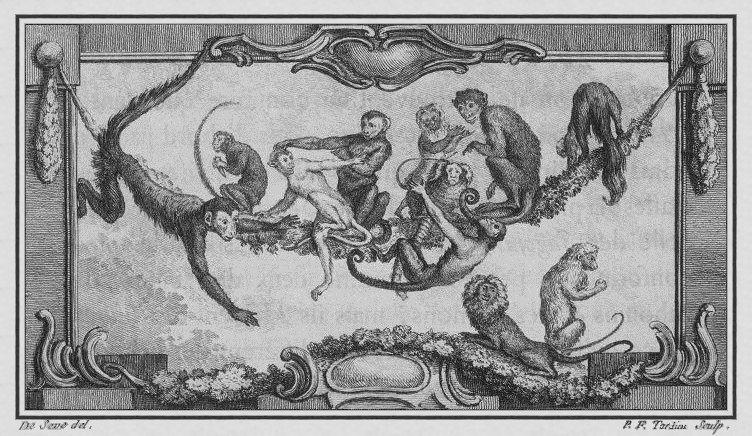
Singes du Nouveau Monde

Au XVIIIe siècle, le comte de Buffon publie une œuvre monumentale pour les sciences animales. Dans l'Histoire naturelle, il établit une « nomenclature des singes » qui sépare les animaux de l'Ancien et du Nouveau Monde.
Le premier groupe est divisé en trois « familles », toujours selon les critères aristotéliciens de la longueur de la queue. La première regroupe les « singes », c'est-à-dire les animaux « sans queue, dont la face est aplatie, dont les dents, les mains, les doigts et les ongles ressemblent à ceux de l'homme et qui, comme lui, marchent debout sur leurs deux pieds », et inclut l'Orang-outan, le Pithèque et le Gibbon. Les membres de la seconde famille sont appelés « babouins »  et se caractérisent notamment par leur queue courte, leur face allongée et leur museau large et relevé. Buffon y inclut le Babouin  proprement dit (ou Papion), le Mandrill et l'Ouandérou et le Lowando (qu'il suspecte d'appartenir à la même espèce). La dernière famille est celle des « guenons » qui ont la queue au moins aussi longue que le corps. Elles comptent neuf espèces : le Macaque (et l'Aigrette), le Patas, le Malbrouck (et le Bonnet-chinois), le Mangabey, la Mone, le Callitriche, le Moustac, le Talapoin et le Douc.
Les Singes du Nouveau Monde se séparent quant à eux entre « sapajous » et « sagouins »
. Les premiers « ont la queue prenante » et regroupent l'Ouarine (et l'Alouate), le Coaïta, le Sajou, le Saï et le Saïmiri. Les seconds l'ont « entièrement velue, lâche et droite » et comprennent le Saki, le Tamarin, le Ouistiti, le Marikina, le Pinche et le Mico.

### Systématique linnéenne
Parallèlement aux travaux de Buffon, le naturaliste suédois Carl von Linné jette les bases de la nomenclature binominale. Dans la dixième édition de son Systema Naturae, il introduit le genre Simia qui regroupe tous les singes ainsi qu'une espèce de tarsier. Il en fait l'un des quatre taxons de l'ordre des Primates, aux côtés des genres Homo (l'espèce humaine), Lemur (les lémuriens et les Dermoptères) et Vespertilio (les chauves-souris).
Contrairement à Buffon, Linné ne fait pas de différences entre les espèces de l'Ancien et du Nouveau Monde. La division interne du genre Simia est en effet basée sur l'antique distinction entre les animaux sans queue (les « singes des Anciens », Simiae veterum), ceux à queue courte (les « babouins », Papiones) et ceux à longue queue (les « guenons », Cercopitheci).
En 1777, le naturaliste allemand Johann Christian Erxleben reprend cette première classification mais y inclut les travaux de Buffon en séparant les singes du Nouveau Monde. Il réduit le genre Simia aux seuls singes sans queue et crée quatre nouveaux genres pour le reste : Papio pour les babouins, Cercopithecus pour les guenons, Cebus pour les sapajous et Callithrix pour les sagouins. Il place en revanche l'unique espèce de tarsiers décrite par Buffon dans le genre Lemur (Lemur tarsier). On notera qu'afin de rester en accord avec les récits antiques, Erxleben construit les noms des deux genres américains à partir de racines greco-latines : Cebus évoque les « cèbes » d'Aristote alors que Callithrix fait écho au « callitriche » de Pline.
La liste des genres s'allonge durant les décennies qui suivent, grâce notamment aux travaux du comte de Lacépède à Paris (Macaca, les macaques, Alouatta, les hurleurs, Pongo, l'orang-outan) et de Johann Illiger à Berlin (Hylobates, les gibbons, Colobus, les colobes, Aotus, les douroucoulis).
En 1812, Étienne Geoffroy Saint-Hilaire entérine la division entre Ancien et Nouveau Monde en proposant la séparation entre les Catarrhini (« singes de l'Ancien continent ») et les Platyrrhini (« singes d'Amérique »). Il crée également plusieurs nouveaux genres : Lagothrix (les singes laineux), Cercocebus (les mangabeys), Nasalis (les nasiques) et Pygathrix (les doucs).
Parallèlement, le concept de famille s'impose peu à peu en zoologie et c'est John Edward Gray, du British Museum de Londres, qui propose le premier une division des mammifères selon ce principe. Il sépare ainsi l'ordre des Primates en Hominidae, Sariguidae, Lemuridae (prosimiens), Galeopithecidae (dermoptères) et Vespertilionidae (chauves-souris). Les deux premières familles sont classées dans un groupe nommé « anthropomorphes » et correspondent à la distinction Catarrhini/Platyrrhini de Geoffroy. Les « Hominidae » se composent de cinq « tribus » : Hominina (humains), Simiina (chimpanzés, orangs-outans et gibbons), Presbytina (semnopithèques), Cercopithecinae (cercopithèques, mangabeys, macaques) et Cynocephalina (babouins). Les « Sariguidae »  se divisent quant à eux en Mycetina (hurleurs), Atelinae (singes-araignées), Callithricina (sapajous), Saguinina (sagouins, douroucoulis et sakis) et Harpalina (ouistitis).
C'est ainsi que dès les années 1830, la classification scientifique des singes atteint, dans ses grandes lignes, l'ordre qui prévaut encore au XXIe siècle et recense les principaux groupes d'espèces connus aujourd'hui. La principale exception à ce constat est la place réservée à l'espèce humaine, qui y est systématiquement rangée dans un groupe bien à part, les savants de l'époque rechignant à faire tomber l'ancestrale barrière entre « l'Homme » et « les bêtes sauvages ».

### Controverses sur la place de l'Homme

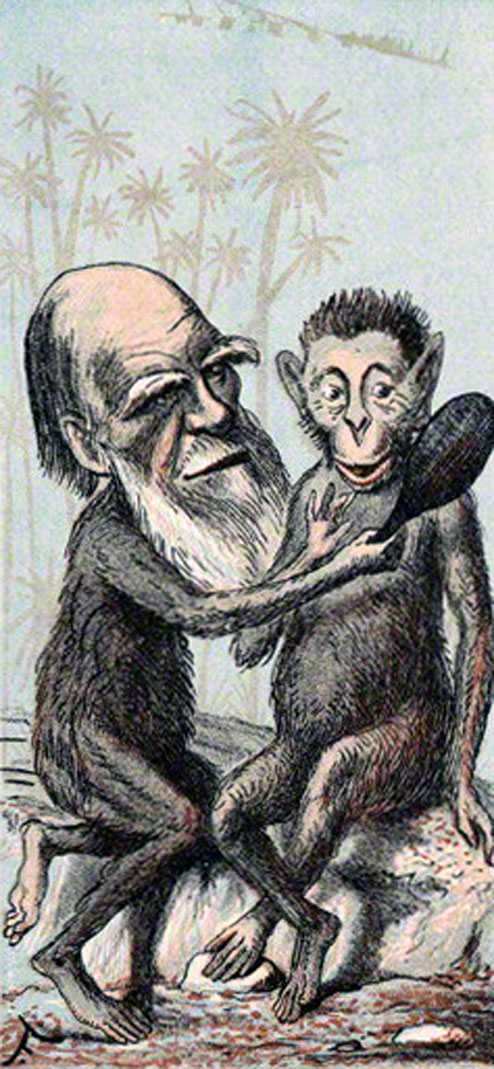
Caricature de Faustin Betbeder représentant Charles Darwin et moquant sa théorie de l'évolution (1874).

Le premier scientifique à avoir soutenu que les autres primates pouvaient être apparentés aux hommes est Giulio Cesare Vanini, avant Charles Darwin, dans les années 1600. L'affirmation du fait que l'homme est un singe est aujourd'hui banale, certains titres comme « L'homme est un singe comme les autres » soulignent cet état de fait.

### Classification moderne et phylogénie
Les singes forment un infra-ordre (Simiiformes) qui appartient, avec le groupe frère des Tarsiiformes, au sous-ordre des Haplorrhini. Ces primates se distinguent en effet des Lorisiformes et des Lemuriformes (sous-ordre Strepsirrhini) par l'absence d'un rhinarium.

## Mythologie et religion

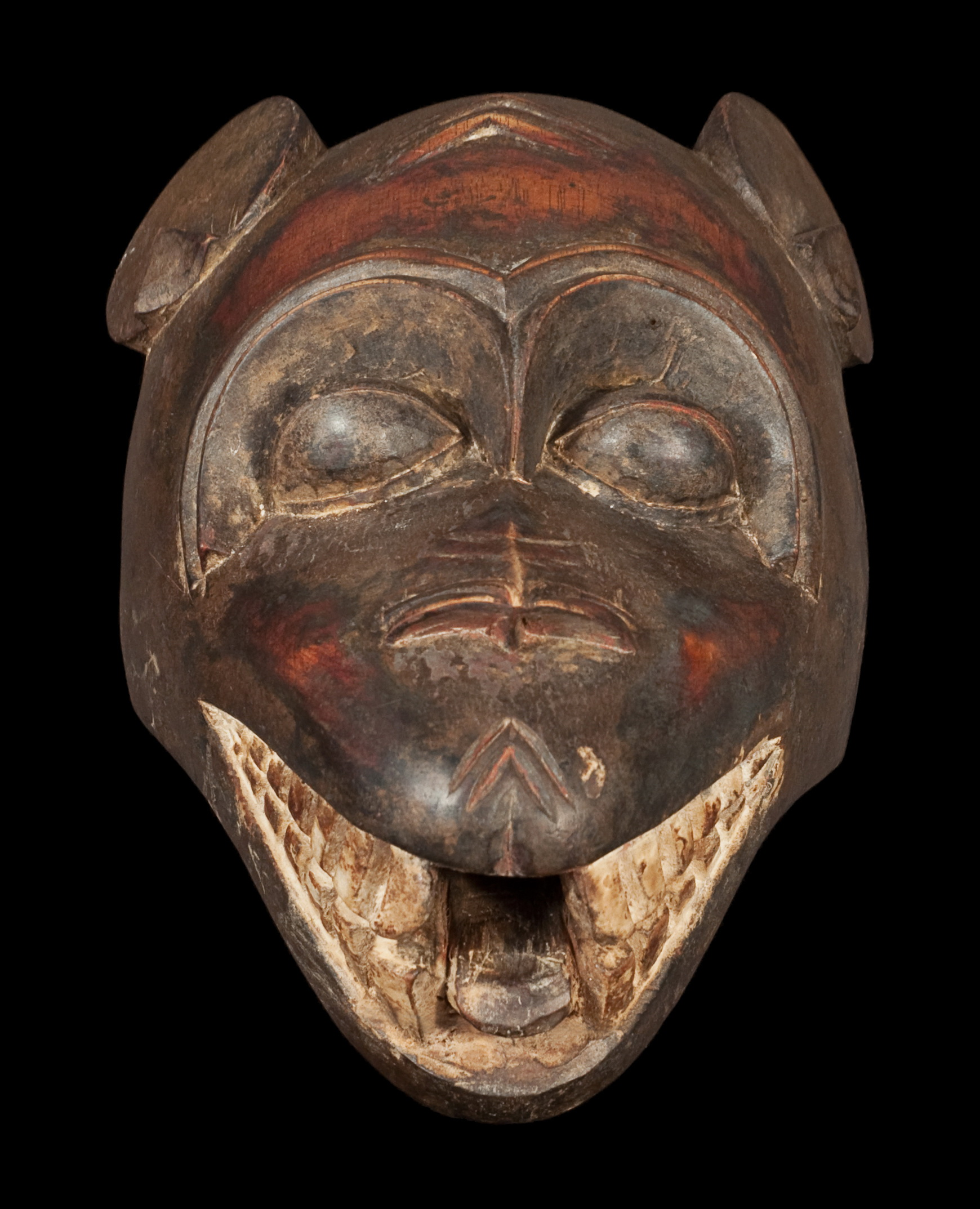
En Afrique sub-saharienne (ici au Burkina Faso), les artistes s'inspirent également du singe pour sculpter leurs masques

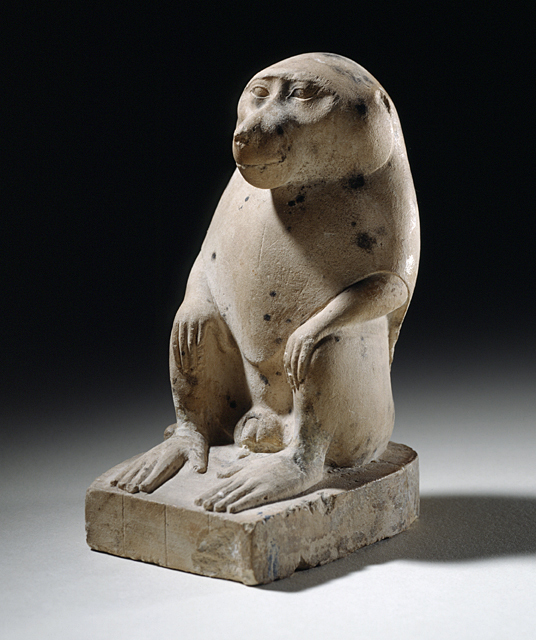
Statue égyptienne de babouin de l'époque ptolémaïque.

Dans les mythologies et les cosmogonies, le singe occupe une place toute particulière et nombre de ses aspects symboliques se retrouvent d'une culture à l'autre.
Dans la Roue de l'existence tibétaine (voir Roue de l'existence karmique), il symbolise la Conscience versatile, celle qui, liée au monde sensible, se disperse d'un objet à l'autre. Réputé être l'ancêtre des Tibétains, qui le considèrent comme un Bodhisattva, il est, selon Si Yeou Ki, le fils du Ciel et de la Terre. Il accompagne donc Xuanzang (Hiun-Tsang) dans son voyage à la recherche des Livres saints du Bouddhisme. Il y apparaît comme le compagnon facétieux, magicien taoïste de grande envergure. Le Roi-Singe, dans l'art extrême oriental, évoque la sagesse, le détachement. C'est pourquoi les célèbres Singes du Jingoro, au temple de Nikko, sont représentés l'un se bouchant les oreilles, le second se cachant les yeux, le troisième se fermant la bouche. Une interprétation occulte plus ancienne tend à voir dans les trois sages de Jingoro la représentation d'un Singe créateur de toutes choses ici bas, conscient de l'illusion et de l'impermanence de la réalité.
Cette croyance se retrouve dans le panthéon égyptien, où le singe est le scribe savant, celui qui possède la connaissance de la réalité. Il note la parole de Ptah, le dieu créateur, comme celle d'Anubis, qui pèse l'âme des morts. Il apparaît en Égypte comme le magicien suprême, artiste, ami des fleurs, des jardins, des fêtes, prestidigitateur puissant capable de lire les plus mystérieux hiéroglyphes. Il est donc l'animal psychopompe par excellence, reliant la Terre et le Ciel. Il y est représenté comme celui qui gouverne les heures, le maître du temps privilégié. Lors du voyage des morts de vie en vie, Champollion mentionne un singe vert accompagnant le Dieu Pooh, dans une portion de l'espace située entre la Terre et la Lune, lieu du séjour des âmes. Pooh y est représenté « accompagné du cynocéphale dont la posture indique le lever de la lune (Champollion, Panthéon égyptien) ». Pour les Éyptiens, le singe est un grand initié qui doit être évité dans l'autre monde où il pêche les âmes dans le réseau de ses filets.
Chez les Fali du Nord Cameroun, le singe noir est un avatar du forgeron voleur de feu, devenant ainsi, par extension, le magicien et maître de la technique. Indéniablement, le Singe est un initié.
Chez les indiens Bororo, Claude Levi-Strauss rapporte qu'il est le héros civilisateur, l'inventeur de la technique, le malin magicien qui masque ses pouvoirs et son intelligence rusée. Il convient de ne pas rire de lui car le Singe aura le dessus.
Un singulier singe vert apparaît dans de nombreux contes traditionnels africains, du Sénégal jusqu'en Afrique du Sud, et revêt les caractéristiques symboliques du magicien rusé : celui qui vit en lisière des forêts et connaît les secrets de la création du monde.
Dans la mythologie hindoue, l'épopée de Ramayana fait du singe le sauveur de Dieu au moment du passage du « grand pont ». Rêver d'un singe est un appel en faveur d'un développement de la personne lié au mystère de la création à la puissance de la Nature.

## Arts et littérature

### Arts plastiques

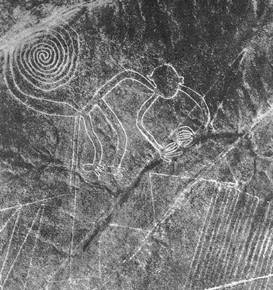
Les géoglyphes de Nazca au Pérou représentent plusieurs animaux, dont un singe de 55 m de diamètre.

- Singe dans la peinture (catégorie)
- Singerie, genre pictural

### Littérature
Deux singes sont particulièrement importants dans la littérature asiatique :
- Hanuman, l'allié de Rāma dans le Ramayana, épopée indienne qui a de nombreuses variantes en Asie du Sud-Est ;
- Sun Wukong, qui accompagne le moine chinois Xuanzang dans Le Voyage en Occident (Si Yeou Ki) et a pu être influencé par le précédent.

Dans l'attente d'un article conséquent, on peut se référer aux parties d'articles ou aux catégories (pour la fiction, dont la littérature) :
- Babouin dans la culture,
- Chimpanzé dans la culture,
- Gibbon dans la culture,
- Gorille dans la culture,
- Orang-outan dans la culture,
- Singes de fiction,
- Films mettant en scène un singe.
- Liste de singes de fiction (de)
- Singes connus

## Aspects symboliques
Pour les Égyptiens de l'antiquité, c'était l'un des douze animaux sacrés associés aux douze heures du jour et de la nuit en plus de l'un des aspects de Thot avec l'Ibis.

### Signe astrologique
Le singe est un des 12 animaux illustrant les cycles du zodiaque chinois lié au calendrier chinois. On associe chacun des animaux de ce zodiaque à certains traits de personnalité.

### Arts martiaux
L'art martial du singe considère l'animal comme incarnant les qualités suivantes : adresse, agilité, ruse, souplesse. Ses techniques sont imprévisibles. Ses parades sont acrobatiques. Ses frappes sont très courtes et très rapides, dans les points vitaux. Les grimaces du singe y sont imitées. Aussi, il est utilisé pour stimuler le cœur, en travaillant sur l'amplitude et la vitesse.

## Relations avec l'Humain

### Aide aux personnes handicapées
Certains singes du genre Cebus (Sapajous) sont dressés pour pouvoir aider au quotidien les personnes diminuées dans leur capacité motrice et ainsi accroître leur autonomie.